# Euphaedra (Euphaedrana) aberrans
Euphaedra (Euphaedrana) aberrans es una especie de  Lepidoptera de la familia Nymphalidae,  subfamilia Limenitidinae, tribu Adoliadini,.

## Localización
Esta especie de Lepidoptera se encuentra distribuida en la costa noroeste de África, Guinea, Sierra Leone y Camerún. 